# Alexander Wassiljewitsch Chatunzew
Alexander Wassiljewitsch Chatunzew (russisch Александр Васильевич Хатунцев; * 11. Februar 1985 in Woronesch) ist ein ehemaliger russischer Radrennfahrer.

## Sportliche Laufbahn
Alexander Chatunzew wurde 2002 Junioren-Weltmeister in der Mannschaftsverfolgung auf der Bahn. Ein Jahr später wurde er Welt- und Europameister der Junioren in der Einerverfolgung sowie Vize-Europameister in der Mannschaftsverfolgung. 2004 gewann er auf der Straße die Tour of South China Sea. Im Jahr darauf sicherte er sich auf der Straße unter anderem das Endklassement des Grand Prix of Sochi. 2006 hatte Chatunzew sein bis dahin erfolgreichstes Jahr, als er unter anderem russischer Straßenmeister wurde, bei den Straßenweltmeisterschaften Bronze im Straßenrennen der U23 gewann und die Gesamtwertung der Tour of South China Sea für sich entschied. 2006 siegte er im Rennen Tartu Rattaralli. 2008 gewann er mit dem Team Tinkoff das Mannschaftszeitfahren der Settimana Ciclistica Lombarda. 2009 gewann er eine Etappe der Five Rings of Moscow und den Grand Prix of Moscow. 2012 beendete er seine Radsportlaufbahn.

## Erfolge

### Straße
2004
- Gesamtwertung und zwei Etappen Tour of South China Sea

2005
- Gesamtwertung und drei Etappen Grand Prix of Sochi

2006
- Russischer Meister – Straßenrennen
- Weltmeisterschaft – Straßenrennen (U23)
- Gesamtwertung Tour of South China Sea
- drei Etappen Grand Prix of Sochi
- Gesamtwertung Five Rings of Moscow
- eine Etappe Serbien-Rundfahrt
- eine Etappe Tour of Hainan

2008
- Mannschaftszeitfahren Settimana Ciclistica Lombarda

2009
- eine Etappe Five Rings of Moscow
- Grand Prix of Moscow

### Bahn
2002
- Junioren-Weltmeister . Mannschaftsverfolgung (mit Ilja Krestianinow, Sergei Ulakow und Michail Ignatjew)

2003
- Junioren-Weltmeister – Einerverfolgung
- Junioren-Europameister – Einerverfolgung
- Junioren-Europameisterschaft – Mannschaftsverfolgung (mit Michail Michejew, Alexei Schmidt und  	Ilja Krestjaninow)

2005
- U23-Europameister – Mannschaftsverfolgung (mit Sergei Kolesnikow, Iwan Kowaljow und Waleri Walynin)

## Teams
- 2005 Omnibike Dimano Moscow
- 2006 Omnibike Dimano Moscow
- 2007 Unibet.com
- 2008 Team Tinkoff Credit Systems
- 2009 Moscow
- 2010 Moscow
- 2012 RusVelo